# رحمت‌علیشاه
زین‌العابدین شیرازی ملقب به میرزا کوچک و رحمت‌علیشاه (زاده ۱۲۰۸ قمری – درگذشت ۱۲۷۸ قمری در شیراز) از پیران سلسله نعمت‌اللهی بود که در علوم ظاهری و باطنی مقامی ارجمند داشت. او به دلالت زین‌العابدین شیروانی دست ارادت به مجذوب‌علیشاه همدانی داد و پس از شیروانی مقتدای درویشان نعمت‌اللهی گردید. وی از جانب محمدشاه لقب نایب‌الصدر یافت و اداره وظایف فارس در اختیار او گذاشته شد. 

## زندگی
میرزا زین‌العابدین فرزند حاجی معصوم (متوفی ۱۲۶۴ قمری) و نواده حاجی محمدحسن مجتهد قزوینی بود. جد اعلای او حاجی معصوم از تاجران ثروتمند قزوین بود که به عتبات عالیات رفت و درآنجا رحل اقامت افکند. سپس پسرش حاجی محمدحسن که در نزد وحید بهبهانی تحصیل کرده بود، به شیراز آمد و به وعظ و ارشاد پرداخت. پسران حاجی محمدحسن هر سه، تحصیلات دینی داشتند و علاوه بر وعظ و امامت جماعت، به کار تجارت می‌پرداختند. 
میرزا زین‌العابدین در شیراز خدمت زین‌العابدین شیروانی (ملقب به مست‌علی‌شاه) به فقر نعمت‌اللهی مشرّف شد. چندی بعد برای درک محضر مجذوب‌علیشاه به همدان رفت. پس از مدتی مجذوب‌علیشاه نامه‌ای به وی داد که به مست‌علیشاه برساند، او از همدان بازگشته و در قمشه به مست‌علیشاه رسید که از شیراز با همسر و فرزندان تبعید شده بود. مست‌علیشاه نامه را خواند و فرمود «همه را به شما سپرده‌اند» و خود از کاروان‌سرا بیرون رفت. سواران حکومتی برای کشتن مست‌علیشاه سررسیدند و به جای او رحمت‌علیشاه را گرفتند و نزد امیرقاسم‌خان ظهیرالدوله پسر سلیمان‌خان اعتضادالدوله قاجار بردند. در خانه حاکم او را مورد شکنجه قرار دادند تا محل اختفای مست‌علیشاه را نشان دهد. چون امام جمعه اصفهان، آقامیر محمدمهدی خاتون‌آبادی، از دستگیری رحمت‌علیشاه اطلاع یافت برآشفت و با جمعی به منزل حاکم رفت و گفت ایشان فرزند حاجی معصوم از فحول علمای شیراز است و او را خلاص کرد و در مجلس بالای دست خود نشانید. رحمت‌علیشاه چند روزی در منزل امام جمعه اصفهان بود، پس از آن همسر مست‌علیشاه را به وطن مألوف رسانید. او بار دیگر در سال ۱۲۴۹ هجری قمری به قمشه و محلات و تبریز سفر کرد. 
چون محمدشاه به پادشاهی رسید به سبب ارادتی که به درویشان داشت وی را به عنوان نایب‌الصدر شیراز انتخاب و اوقاف و وظایف علما و سادات آن دیار را به او واگذار کرد. در زمان رحمت‌علیشاه، سلسله نعمت‌اللهی به اوج قدرت خود رسید و عده بسیاری در دیار اسلام به طریقت نعمت‌اللهی گرویدند. رحمت‌علیشاه مشایخ بسیاری را تربیت کرد که از آن جمله صفی‌علیشاه و حاج محمدکاظم اصفهانی سعادت‌علیشاه را باید نام برد. 
محمد معصوم شیرازی، ملقب به معصوم‌علیشاه، صاحب كتاب طرائق الحقایق از فرزندان وی می‌باشد. 
رحمت‌علیشاه در سن ۷۰ سالگی، در شب یکشنبه ۱۷ صفر ۱۲۷۸ هجری قمری وفات یافت و در قبرستان وادی‌السلام شیراز مدفون گردید.
در کتاب تحولات تاریخی سلسله نعمت اللهی آمده است که پس از رحلت او دو نفر از مریدانش مدعی جانشینی وی شدند. اول حاج محمد کاظم اصفهانی که ملقب به درویش سعادت‌علیشاه بود که از مشایخ سلسله بود و بر اساس دستخط رحمت‌علیشاه که در سال ۱۲۷۶ برای او صادر کرده بود خود را جانشین می‌دانست و دیگری حاج آقامحمد مجتهد شیرزای عم رحمت‌علیشاه بود که به استناد نوشته‌ای که در سال ۱۲۷۷ قمری و ممهور به مهر رحمت‌علیشاه بود خود را جانشین و ملقب به منورعلیشاه می‌خواند. پیروان سعادت‌علیشاه مدعی‌اند که دستخط دوم جعلی و به خط میرزا محمدحسین نایب‌الصدر، پسر رحمت‌علیشاه است. پیروان منورعلیشاه در صحت صدور دستخط رحمت‌علیشاه برای سعادت‌علیشاه تردیدی ندارند ولی می‌گویند این دستخط اجازه شیخوخت است و نه جانشینی.
در کتاب گلستان جاوید آمده است که با رحلت جناب رحمت‌علیشاه قطبیت سلسله نعمت‌اللهی به منورعلی‌شاه واگذار شد. با اعلام قطبیت منورعلی‌شاه و انتشار اجازه‌نامه‌هایی که از جانب رحمت‌علیشاه داشت همه مشایخ این سلسله در داخل و خارج کشور با وی بیعت کردند. رحمت‌علیشاه دو نوبت برای منورعلی‌شاه اجازه‌نامه صادر کرده بودند. اجازه‌نامه اول در سال ۱۲۷۲ ه‍. ق؛ و به هنگامی نوشته شده که رحمت‌علیشاه عازم سفر کرمان و ماهان بوده و و به احتیاط و اینکه کسالت داشت اقدام نوشتن آن اجازه‌نامه کرد. اجازه‌نامه دوم در تاریخ ۲۲ شعبان ۱۲۷۷ ه‍.ق نوشته شده‌است. (عین اجازه‌نامه دوم در کتاب چاپ شده است). 
تنها شیخ سلسله نعمت‌اللهی از اصفهان ملا محمد کاظم ملقب به سعادت‌علیشاه تسلیم نشد و اجازه‌نامه‌ای را که برای ارشاد و دستگیری فقرای اصفهان داشت به عنوان اجازه جانشینی رحمت‌علیشاه قلمداد کرد. 
صوفیان عقیده دارند که رحمت‌علیشاه در تمام عمر خود جز بیت دوم شعر زیر نظمی نسروده است:
| گفت رحمتعلی آن قطب مدار توحید   |  | که از او این سخن اندر همه اعصار بماند |
| نقش کردم رخ زیبای تو بر خانه دل |  | خانه ویران شد و آن نقش به دیوار بماند |